# Ван Геннип, Карин
Катарина Элизабет Годефрида (Карин) ван Геннип (нидерл. Catharina Elisabeth Godefrida (Karien) van Gennip; род. 3 октября 1968, Лейдсендам, Южная Голландия) — нидерландский политический и государственный деятель. Член Христианско-демократического призыва. Министр социальных дел и занятости Нидерландов с 10 января 2022 по 2 июля 2024 года. В прошлом — государственный секретарь по вопросам экономики Нидерландов (2003—2007), член Второй палаты Генеральных штатов Нидерландов (2006—2008).

## Биография
Родилась 3 октября 1968 года в Лейдсендаме. Одна из трёх дочерей Йоса ван Геннипа (род. 1939), сенатора в 1991—2007 годах от Христианско-демократического призыва.
В 1981—1987 годах училась в колледже Алоизиуса в Гааге. В 1987—1993 годах изучала прикладную физику в Делфтском техническом университете. В 1995 году училась во французском Европейском институте управления бизнесом (INSEAD) в Фонтенбло.
В 1994 году и в 1996—2002 годах работала в консалтинговой компании McKinsey & Company. В 2002—2003 годах была руководителем проекта (ре)организации Управления по финансовым рынкам Нидерландов (AFM). В мае 2003 года назначена директором.
27 мая 2003 года назначена государственным секретарём в Министерстве экономики Нидерландов во втором кабинете Яна Балкененде. Сохранила пост в третьем кабинете Балкененде до 22 февраля 2007 года.
В 2002—2003 году — член правления Христианско-демократического призыва в Амстердаме.
По результатам парламентских выборов 2006 года избрана членом Второй палаты Генеральных штатов Нидерландов от Христианско-демократического призыва.
В 2008—2020 годах занимала различные должности директора в крупнейшей банковской группе Нидерландов ING. С октября 2015 года — президент (CEO) французского банка ING Bank в Париже. В 2020—2022 годах — председатель правления страховой компании Coöperatie VGZ в Арнеме.
В 2007—2015 годах — председатель наблюдательного совета национальной некоммерческой организации SOS Children's Villages, в те же годы — заместитель председателя наблюдательного совета национальной неправительственной организации Cordaid. В 2008—2015 годах — член наблюдательного совета научно-исследовательского института Deltares в Делфте, который занимается прикладными исследованиями в области воды и недр. В 2012—2019 годах — заместитель председателя, член правления Международной торговой палаты (ICC). В 2017 году — член руководящего комитета французского аналитического центра Institut Montaigne по исследованию «Европа, которая нам нужна» (L'Europe dont nous avons besoin). В 2019—2022 годах — член правления INSEAD. В 2020—2022 годах — член правления национального благотворительного фонда Orange Fund. В 2021—2021 годах — член совета Объединения медицинских страховых организаций Нидерландов (Zorgverzekeraars Nederland). С ноября 2021 по январь 2022 года — член наблюдательного совета компании TomTom.
10 января 2022 года назначена министром социальных дел и занятости Нидерландов в коалиционном четвёртом кабинете Рютте, сформированном по результатам парламентских выборов 2021 года.

## Личная жизнь
Замужем. Имеет четверых детей.